# Ko Eun-byul
Ko Eun-byul (koreanisch 고은별; * 1. Juli 1993) ist eine Badmintonspielerin aus Südkorea.

## Sportliche Karriere
Ko Eun-byul wurde bei den German Juniors 2010 Zweite und bei den Tangkas Juniors 2011 Dritte. Bei den Erwachsenen startete sie beim Korea Open Grand Prix 2013, bei den Macau Open 2013, bei den Vietnam Open 2013, bei der Korea Open Super Series 2014 und bei den Canadian Open 2014. 2014 wurde sie auch für die Asienspiele nominiert, wo sie mit dem südkoreanischen Team Silber gewinnen konnte.